# Lanškrounsko
Lanškrounsko je dobrovolný svazek obcí v okresu Ústí nad Orlicí, jeho sídlem je Lanškroun a jeho cílem je řešení systému veřejné dopravy k zajištění dopravní obslužnosti v zájmovém území obcí-členů svazku, společný postup při řešení zaměstnanosti v zájmovém území svazku, společný postup při řešení zemědělství, zdravotnictví, cestovního ruchu a využití volného času, řešení úkolů ochrany životního prostředí, poradenská a informační pomoc členům svazku a další aktivity. Sdružuje celkem 21 obcí a byl založen v roce 2001.

## Obce sdružené v mikroregionu
- Albrechtice
- Anenská Studánka
- Cotkytle
- Čenkovice
- Damníkov
- Dolní Čermná
- Horní Čermná
- Horní Heřmanice
- Horní Třešňovec
- Krasíkov
- Lanškroun
- Lubník
- Luková
- Petrovice
- Rudoltice
- Sázava
- Strážná
- Tatenice
- Trpík
- Výprachtice
- Žichlínek